# 梅林 (作家)
梅林（1908年—1986年）原名张芝田，广东大埔人。中华民国作家、中华人民共和国编辑。

## 生平
1928年起，开始文学创作。1920年代，参加中国共产主义青年团，曾遭到监禁。后在烟台当葡萄园管理员，其间经常阅读左翼杂志。1934年夏，其朋友刘胖子在青岛接办《青岛晨报》，邀梅林当编辑。梅林遂离开生活三年的烟台，来到青岛。在《青岛晨报》当编辑期间，结识了萧军和萧红。当时，萧军和萧红是应舒群的邀请来到青岛。梅林主编《青岛晨报》，萧军负责编辑《青岛晨报》文艺版，萧红每周为《青岛晨报》编辑一期《新女性》周刊。梅林和萧军、萧红随即成为好友，经常一同聊天、游玩。
抗日战争时期，任武汉、重庆及上海中华全国文艺界抗敌协会秘书、理事、组织部副主任，《抗战文艺》编辑。1940年，重庆的上海杂志公司出版了他的第一本短篇小说集《婴》。1943年，文化生活出版社出版其短篇小说集《乔英》。抗日战争胜利后，在上海出版《疯狂》、《自扰》、《敬老会》等三本短篇小说集，并出版报告文学集《烟台烽火》。
中华人民共和国成立后，梅林任震旦大学教授。当年中华全国文艺界抗敌协会时期的朋友何满子与梅林在上海嘉善路贾植芳家重逢。这时贾植芳、梅林均在震旦大学任教，贾植芳任震旦大学教授及中文系主任是经过梅林的关系。何满子到震旦大学任教则是应贾植芳邀请。1951年，王元化（也曾在震旦大学兼课）邀梅林和耿庸（也是震旦大学教师）一起到新成立的新文艺出版社（今上海文艺出版总社的前身）工作。梅林任新文艺出版社副总编辑，原来在震旦大学由梅林担任的《现代文学史》课程和耿庸担任的《文艺批评》课程就由何满子接任。1955年“胡风反革命集团案”发，他们一起被判为“胡风分子”，分别受到关押、劳改等处理。1980年代，梅林获得彻底平反，在上海古籍出版社担任编辑。
1986年，梅林逝世。

## 著作
- 梅林文集（《现代作家文丛》第十二集），上海春明书店，1948年1月[1]